# Poppenhausen (Hessen)
Poppenhausen település Németországban, Hessen tartományban. Lakosainak száma 2726 fő (2023. december 31.).

## Szomszédos községek
- Hofbieber (észak)
- Hilders (északkelet)
- Ehrenberg (Rhön) (kelet)
- Gersfeld (Rhön) (dél)
- Ebersburg (délnyugat)
- Künzell (nyugat)
- Dipperz (északnyugat)

## Népesség
A település népességének változása:
| Lakosok száma | 2569 | 2609 | 2605 | 2695 | 2717 | 2726 |
|               | 2015 | 2017 | 2019 | 2021 | 2022 | 2023 |